# Oude Liefde
Oude Liefde is een Nederlandse romantische dramafilm uit 2017, geregisseerd door Nicole van Kilsdonk. De film werd genomineerd voor een Gouden Kalf voor de beste mannelijke bijrol.

## Synopsis
Fer en Fransje, een gescheiden echtpaar, leren elkaar na veel jaren opnieuw kennen na het overlijden van hun zoon Roland. Ze draaien na het overlijden van hun zoon dagen om elkaar heen. Spreken elkaar stiekem telefonisch. Spreken af in een bungalow en hebben intieme momenten met elkaar. Ze willen het beide niet. Maar geven er toch aan toe. Met alle gevolgen van dien.

## Spelers
- Beppie Melissen - Fransje
- Gene Bervoets - Fer
- Halina Reijn - Tess
- Eva Van Der Gucht - Hilde
- Hadewych Minis - Maria
- Claudia Kanne - Myrthe
- Carly Wijs - Nathalie
- Wim Opbrouck - Ton van Karspel
- Leo Alkemade - Roland
- Aus Greidanus - Andries
- Ali Ben Horsting - Johan